# Yalçın Ayhan
Yalçın Ayhan est un joueur de football turc né le 1er mai 1982 à Istanbul. Il évolue au poste de défenseur au Fatih Karagümrük SK.

## Palmarès
- Champion de Turquie en 2006 avec Galatasaray